# Epidendrum lagenomorphum
Epidendrum lagenomorphum är en orkidéart som beskrevs av Eric Hágsater och Dodson. Epidendrum lagenomorphum ingår i släktet Epidendrum och familjen orkidéer. Inga underarter finns listade i Catalogue of Life.